# Giro dell'Emilia 1959
Il Giro dell'Emilia 1959, quarantatreesima edizione della corsa, si svolse il 4 ottobre 1959 su un percorso di 228 km. La vittoria fu appannaggio dell'italiano Ercole Baldini, che completò il percorso in 5h53'00", precedendo i connazionali Alessandro Fantini e Walter Martin.

## Ordine d'arrivo (Top 10)
| Pos. | Corridore          | Squadra              | Tempo    |
| ---- | ------------------ | -------------------- | -------- |
| 1    | Ercole Baldini     | Ignis                | 5h53'00" |
| 2    | Alessandro Fantini | Atala-Pirelli        | s.t.     |
| 3    | Walter Martin      | Carpano              | s.t.     |
| 4    | Diego Ronchini     | Bianchi-Pirelli      | s.t.     |
| 5    | Giovanni Verucchi  | San Pellegrino Sport | s.t.     |
| 6    | Dino Bruni         | Ignis                | s.t.     |
| 7    | René Pavard        | Helyett              | a 3'13"  |
| 8    | Silvano Ciampi     | Bianchi-Pirelli      | a 3'16"  |
| 9    | Rino Benedetti     | Ghigi                | s.t.     |
| 10   | Guido Boni         | Tricofilina-Coppi    | s.t.     |